# Фокина (река)
Фокина — река в Таймырском Долгано-Ненецком районе Красноярского края, правый приток Енисея. Протекает по восточной окраине Западно-Сибирской равнины. Длина — 115 км, площадь водосборного бассейна — 1680 км².
Исток находится в западной части системы тундровых Фокинских озёр, на южном склоне горы Темдемкабури. Из 15 отмеченных в государственном водном реестре притоков Фокиной только 3 имеют собственные названия: Сиговая, длиной 21 км, впадающая справа в 2 км от устья, Тукуреева, длиной 44 км — в 8 км по левому берегу и в 50 км по правому — Серебряная, длиной 28 км.
Впадает в Енисей на расстоянии 541 км от устья.
По данным Государственного водного реестра России относится к Енисейскому бассейновому округу. Код водного объекта — 17010800412116100106060.